# Regio
Cet article concerne le train régional suisse. Pour le terme de nomenclature planétaire, voir Regio (exogéologie).

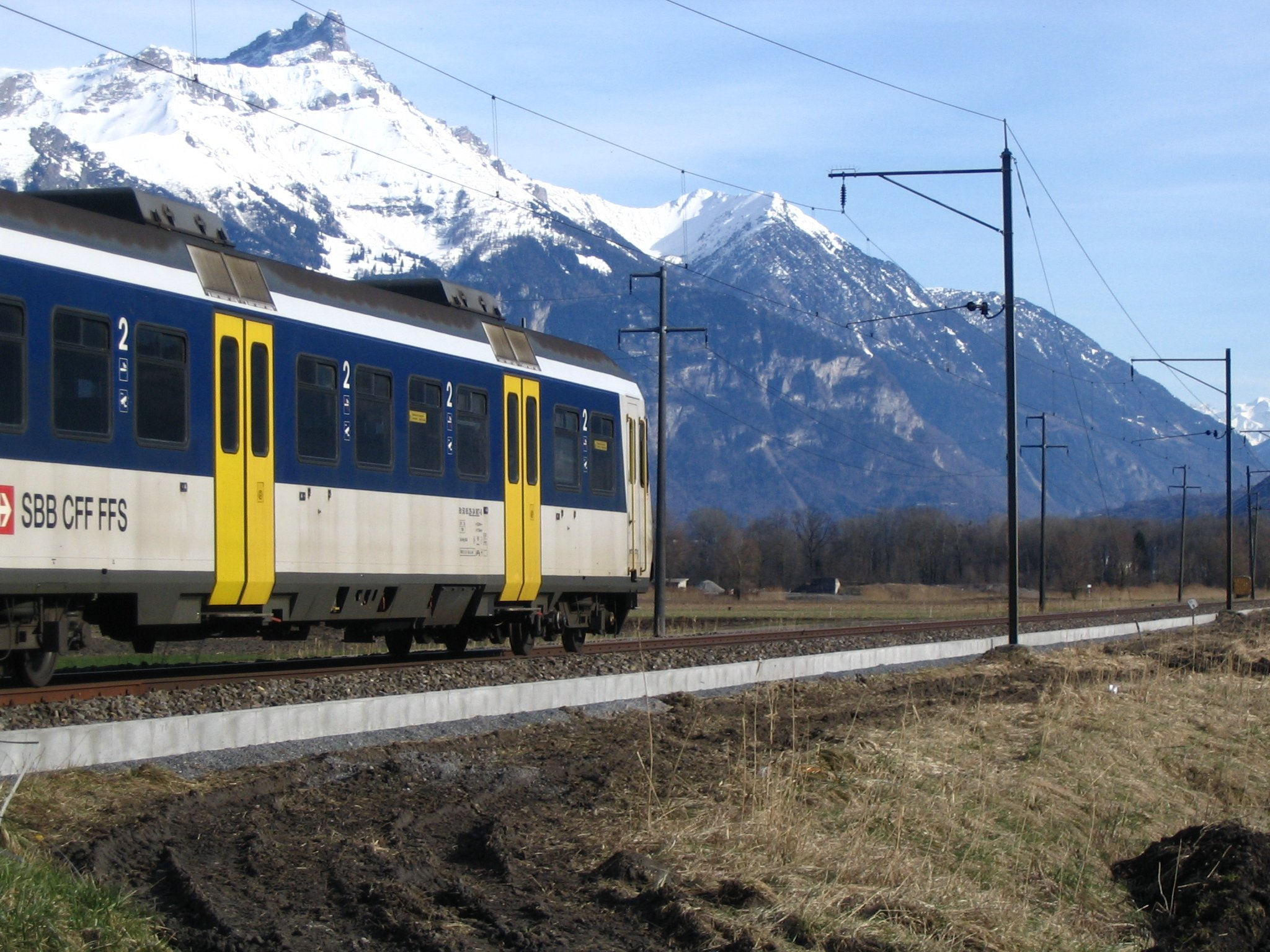
Rame NTN Colibri

Le terme Regio désigne un produit ferroviaire suisse appelé autrefois train régional (en allemand Regionalzug), qui désigne un train à vocation de desserte régionale avec arrêts fréquents et en général à toutes les stations. Il dispose d'une 2e classe et parfois d'une 1re classe.

## Historique
À l'origine, les Regio étaient appelés « trains omnibus » ou « trains régional ». Ils avaient, et ont toujours, pour vocation de desservir toutes les gares de la région.
Le terme Regio semble provenir de l'abréviation allemande du mot Regionalbahn également utilisé par la Deutsche Bahn qui évite de plus des soucis de traductions dans les différentes parties linguistiques de la Suisse[réf. nécessaire].

Actuellement, la différenciation entre les trains Regio et les S-Bahn est de plus en plus difficile à apercevoir, ainsi le S-Bahn de Bâle est nommé officiellement Regio S-Bahn. De plus, la plupart des cantons remplacent leurs relations Regio par des réseaux de S-Bahn, à l'image de Zurich, Berne ou Lucerne.

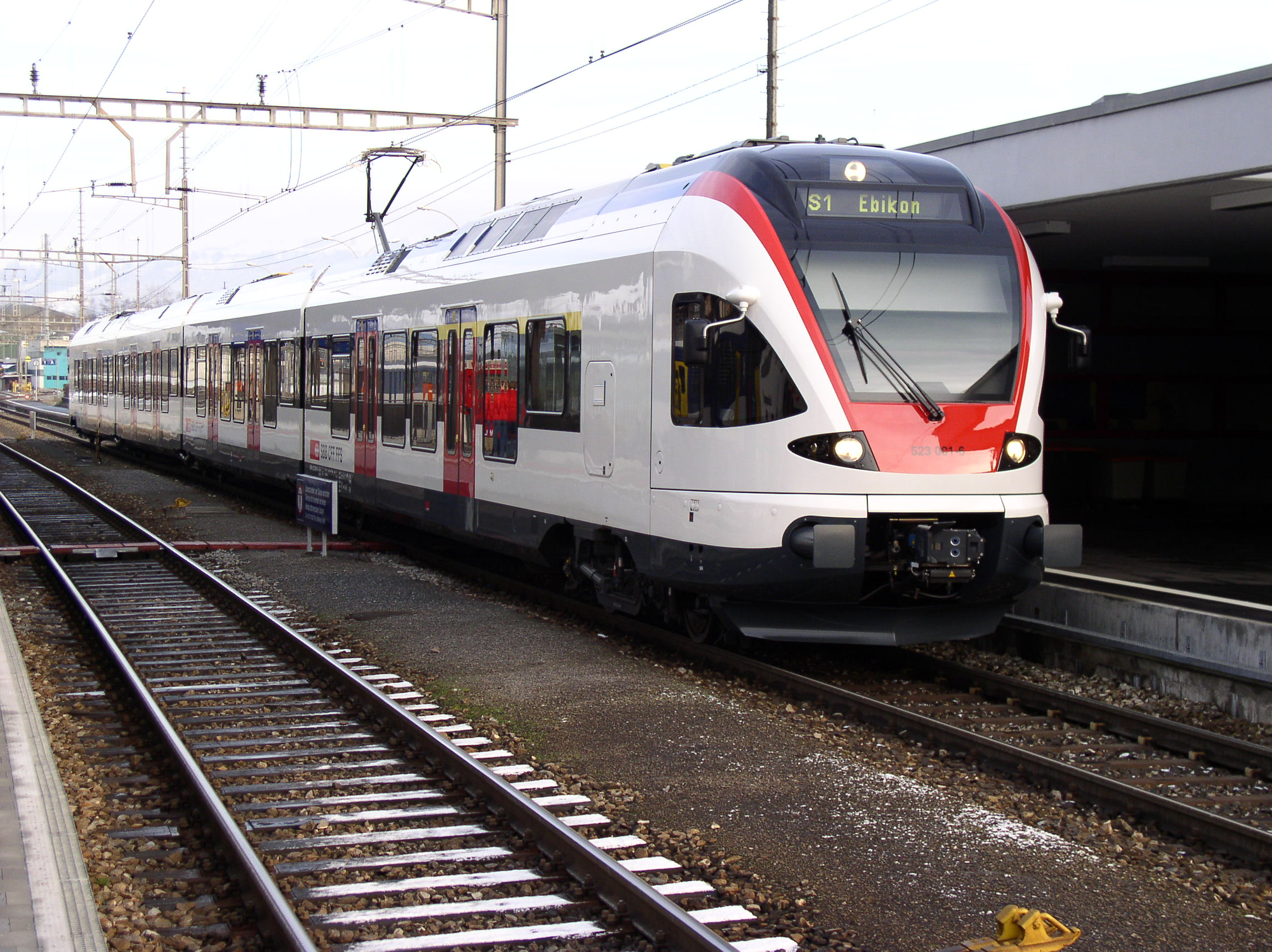
Rame FLIRT à Zug sur la ligne S1 du S-Bahn Zurichois

 On peut cependant dire qu'un S-Bahn/REE a vocation de connecter les petites gares environnantes à un centre urbain, alors qu'un Regio a pour but d'interconnecter des petites gares entre elles.
Enfin, la multiplication des projets de RER/S-Bahn actuellement visible en Suisse amène au remplacement progressif des relations Regio par des trains RER, comme le prévoit par exemple Genève, en un véritable réseau RER national

## Produit
Conformément au principe du cadencement intégral en vigueur sur le réseau suisse, il passe au moins un train régional par heure et par sens dans chaque gare. Du fait de ce cadencement, les trains Regio n'attendent d'habitude pas plus de quelques minutes les trains en correspondances et sont toujours soumis au principe de l'auto contrôle, à savoir qu'il est obligatoire de posséder un titre de transport avant de monter dans le train.
Les trains Regio sont indiqués sur les panneaux d'affichage par un R noir sur fond blanc, à l'image des lignes S-Bahn qui sont elles complétées par le numéro de la ligne en question.

## Matériel

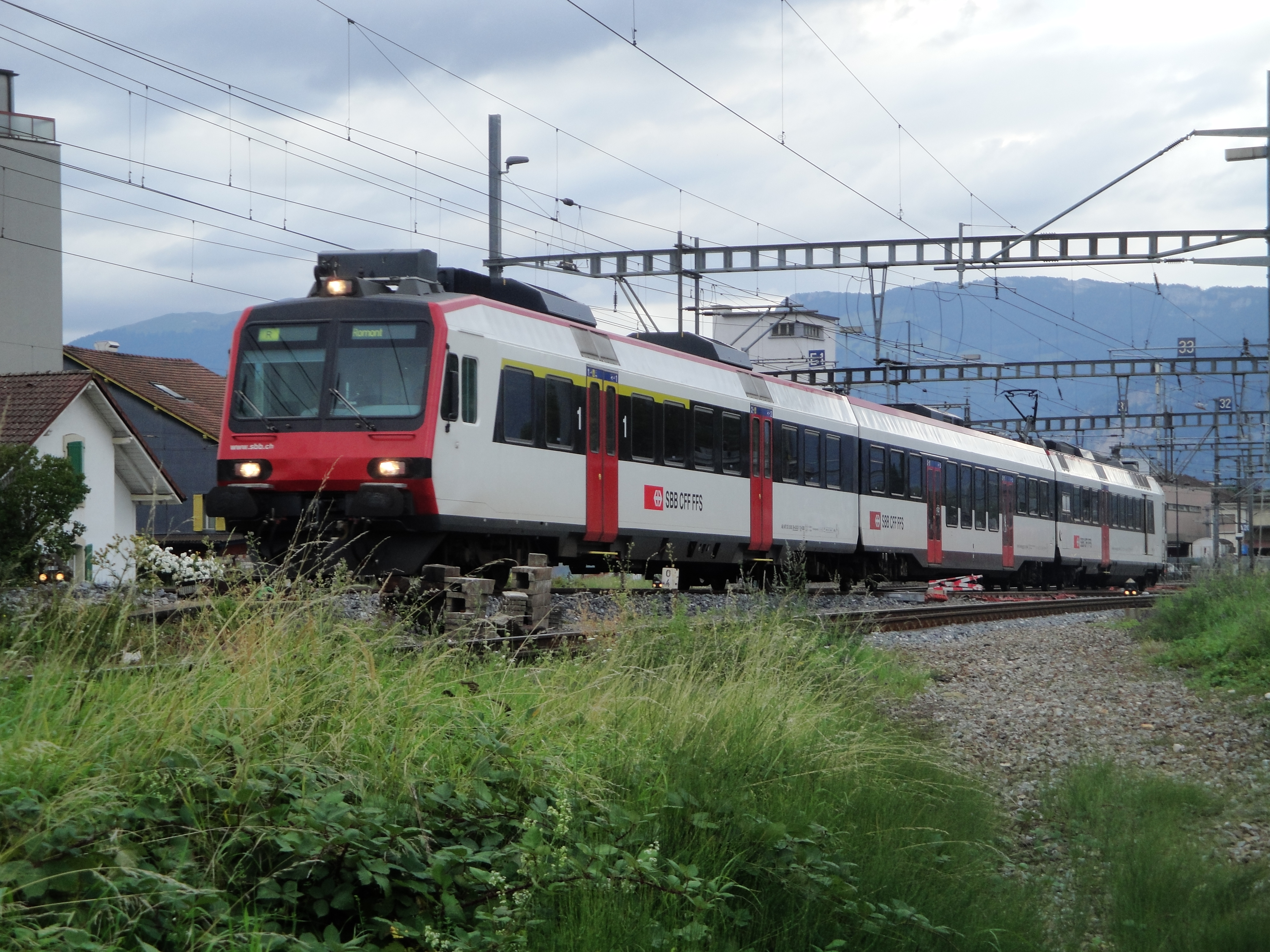
Une rame NPZ Domino sur la ligne Regio Fribourg - Romont.

Dans le cas des chemins de fer fédéraux suisses, les services Regio sont effectués par du matériel Colibri, Domino ou Flirt,.
Les autres compagnies utilisent toutes leurs matériels spécifiques.